# Robert Ebner (Religionshistoriker)
Robert Ebner (* 26. März 1940 in Ottelmannshausen, Landkreis Rhön-Grabfeld; † 29. Juni 2008 in Schwaig bei Nürnberg) war ein deutscher Religionspädagoge und Religionshistoriker.

## Leben
Robert Ebner studierte Theologie, Pädagogik und Philosophie an der Julius-Maximilians-Universität Würzburg. Dort wurde er 1963 Mitglied der katholischen Studentenverbindung K.D.St.V. Franco-Raetia zu Würzburg im Cartellverband (CV). Robert Ebner war römisch-katholischer Priester der Diözese Würzburg.
Ebner wurde 1978 an der Universität Würzburg mit der Arbeit Das Bruderschaftswesen im alten Bistum Würzburg. Eine Untersuchung unter besonderer Berücksichtigung der geistlichen Bruderschaften der Stadt Kitzingen in Theologie und 1984 mit der Arbeit Elementarisierung im Religionsunterricht der Schule für Lernbehinderte, dargestellt am Thema Leid und seine Bewältigung aus christlichem Glauben promoviert. 1988 habilitierte er sich mit der Schrift Vorbilder und ihre Bedeutung für die religiöse Erziehung in der Sekundarstufe an der Universität Passau. Ebner bekam 1986 einen Ruf auf den Lehrstuhl für Religionspädagogik und Didaktik des Religionsunterrichts an der Universität Bayreuth. 2005 wurde er emeritiert.
Robert Ebner beschäftigte sich neben allgemeinen religionspädagogischen Themen zur Katholischen Religionslehre u. a. mit dem Pädagogen Johann Baptist Graser; Hauptforschungsgebiet waren geistliche und weltliche Bruderschaften in Zusammenhang mit dem Konzil von Trient und im Mittelalter.

## Schriften (Auswahl)

### Bücher
- Das Bruderschaftswesen im alten Bistum Würzburg, Echter Würzburg 1978, ISBN 3429005507
- Vorbilder und ihre Bedeutung für die religiöse Erziehung in der Sekundarstufe, EOS 1988, ISBN 3880968284
- Gott kann ich alles sagen. Beten mit Kindern, Don Bosco München 1994, ISBN 3769807790
- Johann Baptist Graser: (1766–1841) Sein Leben und Wirken als „Religionspädagoge“, J.H.Röll Verlag 2007, ISBN 3897542781

### Veröffentlichungen
- Schul- und Studienjahre des ehemaligen bayerischen Ministerpräsidenten Wilhelm Hoegner (1887–1980) in: Klerusblatt 82 (2002), 61–64.
- Kirchliche Initiativen im 19. Jahrhundert zur Bildung von Taubstummen – Religiöse Unterweisung an der Taubenstummenschule in Würzburg. In: Frankenland, Zeitschrift für fränkische Landeskunde und Kulturpflege 54 (2002), 283–288.
- Das Böse und der Böse in den neuen evangelischen und katholischen Katechismen, in: Werner H. Ritter / Jörg A. Schlumberger (Hrsg.): Das Böse in der Geschichte (= Bayreuther Historische Kolloquien 16) Dettelbach 2003, 203–216.
- Johann Baptist Graser – Erziehung zur Divinität. In: Lutz Koch (Hrsg.), Bayreuther Pädagogen (= Bibliotheca Academia, Reihe Pädagogik, Band 3) Würzburg 2003, 35–53.
- Die Gestaltung des Schulanfangs am Morgen in einer multireligiösen, säkularen Gesellschaft, in: Lesch, Karl Josef / Spiegel, Egon (Hrsg.), Religionspädagogische Perspektiven, Festschrift für Ralph Sauer zum 75. Geburtstag, Kevelaer 2003, 132–137.
- Die Englische Erz-Bruderschaft der Allerheiligsten Dreyfaltigkeit in Gößweinstein, in: Archiv für Geschichte von Oberfranken, Bd. 83, Bayreuth 2003, 313–328.
- Die Dreifaltigkeitsbruderschaft in der Pfarrei St. Johannes in Kitzingen. Eine Filialbruderschaft der Erzbruderschaft der Allerheiligsten Dreifaltigkeit von Gößweinstein, in: Würzburger Diözesangeschichtsblätter, Bd. 65 (2003), 203–212.
- Charakteristika des fränkischen Bruderschaftswesens im Barock, in: Bayreuther Historische Kolloquien 17, Dettelbach 2004, 255–269.
- Die Maria-Hilf-Bruderschaft in Ipthausen, in: Würzburger Diözesangeschichtsblätter, Bd. 66 (2004), 419–424.